# Ondrej Nepela Trophy de 2017
Ondrej Nepela Trophy de 2017 foi a vigésima quinta edição do Ondrej Nepela Trophy, um evento anual de patinação artística no gelo, e que fez parte do Challenger Series de 2017–18. A competição foi disputada entre os dias 21 de setembro e 23 de setembro, na cidade de Bratislava, Eslováquia.

## Eventos
- Individual masculino
- Individual feminino
- Duplas
- Dança no gelo

## Medalhistas
| Evento                        | Ouro                                         | Prata                                             | Bronze                                     |
| Individual masculino detalhes | Mikhail Kolyada · Rússia                     | Sergei Voronov · Rússia                           | Brendan Kerry · Austrália                  |
| Individual feminino detalhes  | Evgenia Medvedeva · Rússia                   | Rika Hongo · Japão                                | Elena Radionova · Rússia                   |
| Duplas detalhes               | Natalia Zabiiako · Alexander Enbert · Rússia | Kristina Astakhova · Alexei Rogonov · Rússia      | Alisa Efimova · Alexander Korovin · Rússia |
| Dança no gelo detalhes        | Ekaterina Bobrova · Dmitri Soloviev · Rússia | Rachel Parsons · Michael Parsons · Estados Unidos | Betina Popova · Sergey Mozgov · Rússia     |

## Resultados

### Individual masculino
| Pos.              | Nome                 | Nacionalidade    | Pontos | PC         | PL          |
| ----------------- | -------------------- | ---------------- | ------ | ---------- | ----------- |
| Medalha de ouro   | Mikhail Kolyada      | Rússia           | 247.81 | 66.65 (10) | 181.16 (1)  |
| Medalha de prata  | Sergei Voronov       | Rússia           | 234.07 | 80.85 (1)  | 153.22 (2)  |
| Medalha de bronze | Brendan Kerry        | Austrália        | 221.21 | 74.71 (5)  | 146.50 (3)  |
| 4                 | Grant Hochstein      | Estados Unidos   | 217.52 | 79.98 (2)  | 137.54 (6)  |
| 5                 | Alexander Samarin    | Rússia           | 213.67 | 75.94 (3)  | 137.73 (5)  |
| 6                 | Nicolas Nadeau       | Canadá           | 205.97 | 66.75 (8)  | 139.22 (4)  |
| 7                 | Chafik Besseghier    | França           | 203.69 | 67.04 (7)  | 136.65 (7)  |
| 8                 | Keiji Tanaka         | Japão            | 197.18 | 75.81 (4)  | 121.37 (9)  |
| 9                 | Ivan Pavlov          | Ucrânia          | 187.16 | 66.67 (9)  | 120.49 (10) |
| 10                | Kim Jin-seo          | Coreia do Sul    | 184.46 | 62.19 (14) | 122.27 (8)  |
| 11                | Ryuju Hino           | Japão            | 184.33 | 67.25 (6)  | 117.08 (11) |
| 12                | Burak Demirboga      | Turquia          | 181.24 | 64.96 (11) | 116.28 (13) |
| 13                | Slavik Hayrapetyan   | Armênia          | 181.18 | 64.86 (12) | 116.32 (12) |
| 14                | Chih-I Tsao          | Taipé Chinesa    | 178.94 | 63.53 (13) | 115.41 (14) |
| 15                | Lukas Britschgi      | Suíça            | 162.06 | 54.19 (15) | 107.87 (15) |
| 16                | Engin Ali Artan      | Turquia          | 155.15 | 54.03 (16) | 101.12 (17) |
| 17                | Michael Neuman       | Eslováquia       | 147.58 | 46.08 (18) | 101.50 (16) |
| 18                | Jan Kurnik           | República Tcheca | 146.58 | 50.10 (17) | 96.48 (18)  |
| 19                | Marco Zandron        | Itália           | 133.49 | 41.49 (22) | 92.00 (19)  |
| 20                | Alexander Maszljanko | Hungria          | 131.64 | 41.58 (21) | 90.06 (20)  |
| 21                | Marco Klepoch        | Eslováquia       | 133.48 | 42.06 (20) | 88.90 (21)  |
| 22                | Jakub Krsnak         | Eslováquia       | 121.48 | 43.24 (19) | 78.24 (22)  |
| 23                | Albert Muck          | Áustria          | 102.22 | 37.99 (23) | 64.23 (23)  |

### Individual feminino
| Pos.              | Nome                        | Nacionalidade    | Pontos | PC         | PL         |
| ----------------- | --------------------------- | ---------------- | ------ | ---------- | ---------- |
| Medalha de ouro   | Evgenia Medvedeva           | Rússia           | 226.72 | 80.00 (1)  | 146.72 (1) |
| Medalha de prata  | Rika Hongo                  | Japão            | 189.98 | 66.49 (2)  | 123.49 (2) |
| Medalha de bronze | Elena Radionova             | Rússia           | 182.21 | 64.42 (3)  | 117.79 (4) |
| 4                 | Choi Da-bin                 | Coreia do Sul    | 178.93 | 56.62 (4)  | 122.31 (3) |
| 5                 | Alena Leonova               | Rússia           | 170.68 | 54.70 (5)  | 115.98 (5) |
| 6                 | Caroline Zhang              | Estados Unidos   | 167.95 | 53.48 (7)  | 114.47 (6) |
| 7                 | Nicole Rajičová             | Eslováquia       | 161.13 | 52.87 (8)  | 108.26 (7) |
| 8                 | Kailani Craine              | Austrália        | 157.84 | 54.14 (6)  | 103.70 (8) |
| 9                 | Silvia Hugec                | Eslováquia       | 147.14 | 44.97 (11) | 102.17 (9) |
| 10                | Diāna Ņikitina              | Letônia          | 146.30 | 48.37 (9)  | 97.93 (10) |
| 11                | Eliška Březinová            | República Tcheca | 138.10 | 46.81 (10) | 91.29 (12) |
| 12                | Larkyn Austman              | Canadá           | 136.82 | 42.51 (15) | 94.31 (11) |
| 13                | Karly Robertson             | Reino Unido      | 133.18 | 44.94 (12) | 88.24 (13) |
| 14                | Anastasia Hozhva            | Ucrânia          | 128.37 | 42.73 (14) | 85.64 (14) |
| 15                | Danielle Harrison           | Reino Unido      | 125.62 | 41.62 (16) | 84.00 (15) |
| 16                | Lara Roth                   | Áustria          | 119.18 | 42.76 (13) | 76.42 (16) |
| 17                | Sıla Saygı                  | Turquia          | 115.32 | 39.95 (18) | 75.37 (17) |
| 18                | Aneta Janiczková            | República Tcheca | 106.95 | 37.37 (19) | 69.58 (19) |
| 19                | Ceciliane Mei Ling Hartmann | Singapura        | 103.87 | 33.17 (21) | 70.70 (18) |
| 20                | Birce Atabey                | Turquia          | 103.48 | 40.04 (17) | 63.44 (22) |
| 21                | Katie Powell                | Reino Unido      | 100.43 | 36.89 (20) | 63.54 (21) |
| 22                | Nina Letenayova             | Eslováquia       | 97.22  | 29.96 (23) | 67.26 (20) |
| 23                | Yoon Seo-young              | Coreia do Sul    | 93.61  | 30.80 (22) | 62.81 (23) |

### Duplas
| Pos.              | Nome                                | Nacionalidade  | Pontos | DC        | DL         |
| ----------------- | ----------------------------------- | -------------- | ------ | --------- | ---------- |
| Medalha de ouro   | Natalia Zabiiako / Alexander Enbert | Rússia         | 192.58 | 64.52 (2) | 128.06 (1) |
| Medalha de prata  | Kristina Astakhova / Alexei Rogonov | Rússia         | 191.12 | 67.18 (1) | 123.94 (2) |
| Medalha de bronze | Alisa Efimova / Alexander Korovin   | Rússia         | 171.22 | 61.82 (3) | 109.40 (3) |
| 4                 | Jessica Pfund / Joshua Santillan    | Estados Unidos | 158.10 | 57.00 (4) | 101.10 (4) |
| 5                 | Natasha Purich / Davin Portz        | Canadá         | 147.84 | 52.64 (5) | 95.20 (5)  |
| 6                 | Erika Smith / Aj Reiss              | Estados Unidos | 134.25 | 45.86 (6) | 88.39 (6)  |

### Dança no gelo
| Pos.              | Nome                                 | Nacionalidade    | Pontos | DC         | DL         |
| ----------------- | ------------------------------------ | ---------------- | ------ | ---------- | ---------- |
| Medalha de ouro   | Ekaterina Bobrova / Dmitri Soloviev  | Rússia           | 181.92 | 71.08 (1)  | 110.84 (1) |
| Medalha de prata  | Rachel Parsons / Michael Parsons     | Estados Unidos   | 163.14 | 67.48 (2)  | 95.66 (3)  |
| Medalha de bronze | Betina Popova / Sergey Mozgov        | Rússia           | 161.92 | 60.98 (3)  | 100.94 (2) |
| 4                 | Yura Min / Alexander Gamelin         | Coreia do Sul    | 141.78 | 56.66 (5)  | 85.12 (6)  |
| 5                 | Angélique Abachkina / Louis Thauron  | França           | 140.86 | 55.48 (6)  | 85.38 (5)  |
| 6                 | Allison Reed / Saulius Ambrulevičius | Lituânia         | 138.40 | 51.74 (8)  | 86.66 (4)  |
| 7                 | Shari Koch / Christian Nüchtern      | Alemanha         | 136.98 | 58.04 (4)  | 78.94 (8)  |
| 8                 | Cortney Mansour / Michal Češka       | República Tcheca | 133.76 | 52.28 (7)  | 81.48 (7)  |
| 9                 | Viktoria Kavaliova / Yurii Bieliaiev | Bielorrússia     | 125.02 | 50.48 (10) | 74.54 (9)  |
| 10                | Olga Jakushina / Andrey Nevskiy      | Letônia          | 122.70 | 51.38 (9)  | 71.32 (10) |
| 11                | Yuliia Zhata / Yan Lukouski          | Ucrânia          | 114.22 | 43.96 (11) | 70.26 (11) |
| 12                | Aurelija Ipolito / Malcolm Jones     | Letônia          | 93.14  | 38.58 (12) | 54.56 (12) |
| 13                | Kimberley Hew-Low / Timothy Mckernan | Austrália        | 82.16  | 35.18 (13) | 46.98 (13) |

## Quadro de medalhas
| Ordem | País           | Medalha de ouro | Medalha de prata | Medalha de bronze |    | Ordem por total |
| ----- | -------------- | --------------- | ---------------- | ----------------- | -- | --------------- |
| 1     | Rússia         | 4               | 2                | 3                 | 9  | 1               |
| 2     | Estados Unidos |                 | 1                |                   | 1  | 2               |
| 2     | Japão          |                 | 1                |                   | 1  | 2               |
| 4     | Austrália      |                 |                  | 1                 | 1  | 2               |
| TOTAL | TOTAL          | 4               | 4                | 4                 | 12 | —               |